# Love Comes to Everyone
«Love Comes to Everyone» es una canción del músico británico George Harrison, publicada en su octavo álbum de estudio George Harrison (1979). La canción, que abre el disco, fue también publicada como segundo sencillo promocional del álbum, con «Soft Touch» como cara B en su edición estadounidense y «Soft-Hearted Hana» en su edición británica. El sencillo alcanzó el puesto 38 en la lista estadounidense Adult Contemporary Tracks.

## Composición
George Harrison comenzó a escribir «Love Comes to Everyone» en septiembre de 1977 y la terminó en Hawái en febrero de 1978. La canción contó con la colaboración de Eric Clapton, que tocó la guitarra en la introducción de la canción. Fue originalmente planeada para publicarse como primer sencillo de George Harrison, pero fue desplazada por el lanzamiento de «Blow Away», y aunque no entró en la lista Billboard Hot 100, llegó al puesto 38 de la lista estadounidense Adult contemporary Tracks.
La canción fue posteriormente incluida en el recopilatorio Best of Dark Horse 1976-1989. Además, fue interpretada una única vez en directo durante la gira que Harrison desarrolló con Eric Clapton en Japón en 1991, aunque no existe ninguna grabación oficial.

## Versiones
La primera versión de «Love Comes to veryone» fue grabada por la cantante brasileña Zizi Possi en 1983, con la letra traducida al portugués con el título de «O Amor Vem Pra Cada Um» y publicada en el álbum Pra Sempre E Mais Um Dia. Otra versión fue grabada por Eric Clapton en su álbum de estudio Back Home (2005).